# Боруца Марія
Марі́я Бору́ца (* 1995) — українська боксерка. Майстер спорту України міжнародного класу. Учасниця російсько-української війни.

## З життєпису
Проживає у місті Хмельницький.
Срібна призерка чемпіонату Європи. Тренери — Анатолій та Андрій Чумакови.
Багаторазова чемпіонка України, призерка міжнародних турнірів. 2018 року вийшла в фінал Чемпіонату Європи — перемогла Лорен Прайс.
Учасниця Європейських ігор-2019. 2019 року вчетверте стала Чемпіонкою України серед жінок.
29 лютого 2022 року вступила до лав добровольчого формування «Авангард».